# 冶金体育馆
冶金体育馆（俄语：Арена-Металлург）是一個位於俄羅斯馬格尼托哥爾斯克的室內運動場。體育場可容納 7,500 人，建造於 2006 年，是大陸冰球聯賽冰球隊馬格尼托格爾斯克馬鋼城的主場。